# John Steffensen
John William Steffensen (Perth, 1982. augusztus 30. –) olimpiai ezüstérmes ausztrál atléta, futó.

## Pályafutása
2004-ben szerepelt első alkalommal az olimpiai játékokon. Pályafutása legkimagaslóbb nemzetközi sikerét Athénban érte el, ahol ezüstérmet szerzett hazája négyszer négyszázas váltójával.
Két évvel később két versenyszámban is győzött a nemzetközösségi játékokon. Steffensen megnyerte a 400 méteres síkfutás döntőjét, valamint első lett az ausztrál váltó tagjaként is. Pekingben csak az utóbbi számban indult, azonban csak a hatodik lett Sean Wroe, Clinton Hill és Joel Milburn társaként.
A 2009-es berlini világbajnokságon bronzérmesként zárt a váltóval.

## Egyéni legjobbjai
- 200 méteres síkfutás - 20,79 s (2007)
- 400 méteres síkfutás - 44,73 s (2006)